# Tsou
Gli Tsou (鄒; pinyin: Zōu; Wade-Giles: Tsou) sono un'etnia di aborigeni taiwanesi, residenti per lo più nella Taiwan centro-meridionale, nelle contee di Nantou, Chiayi e Kaohsiung.

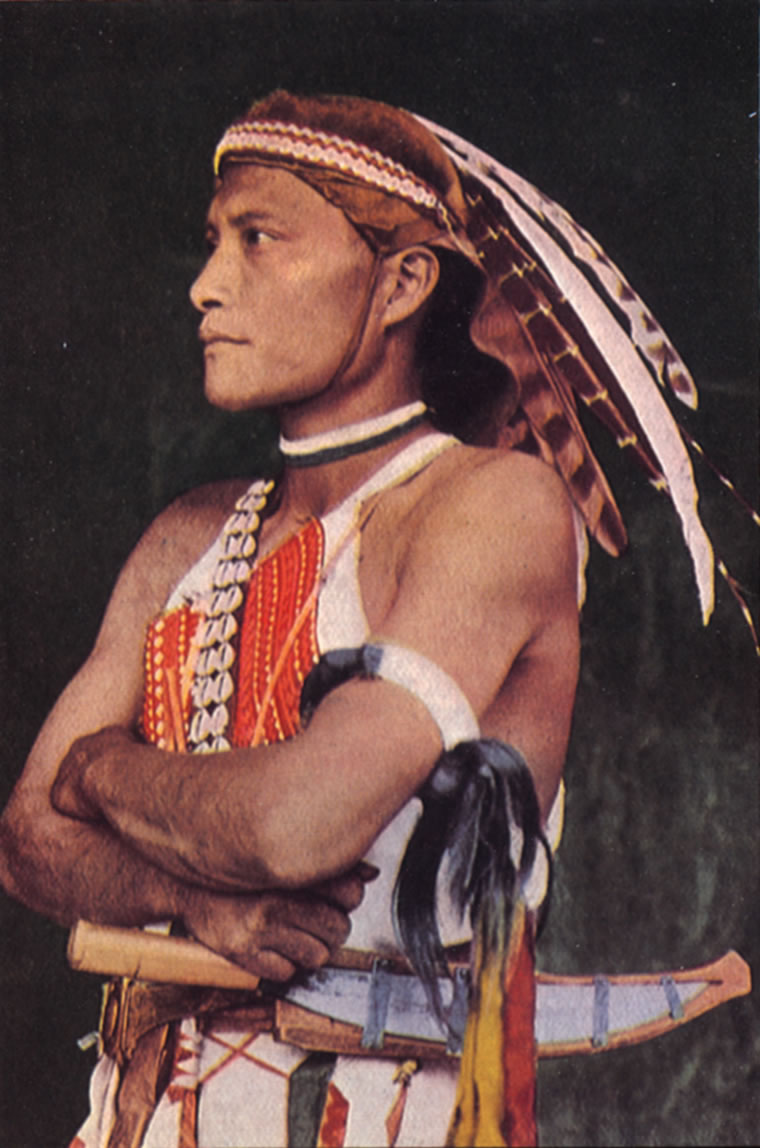
Giovane indigeno tsou (foto antecedente al 1945)

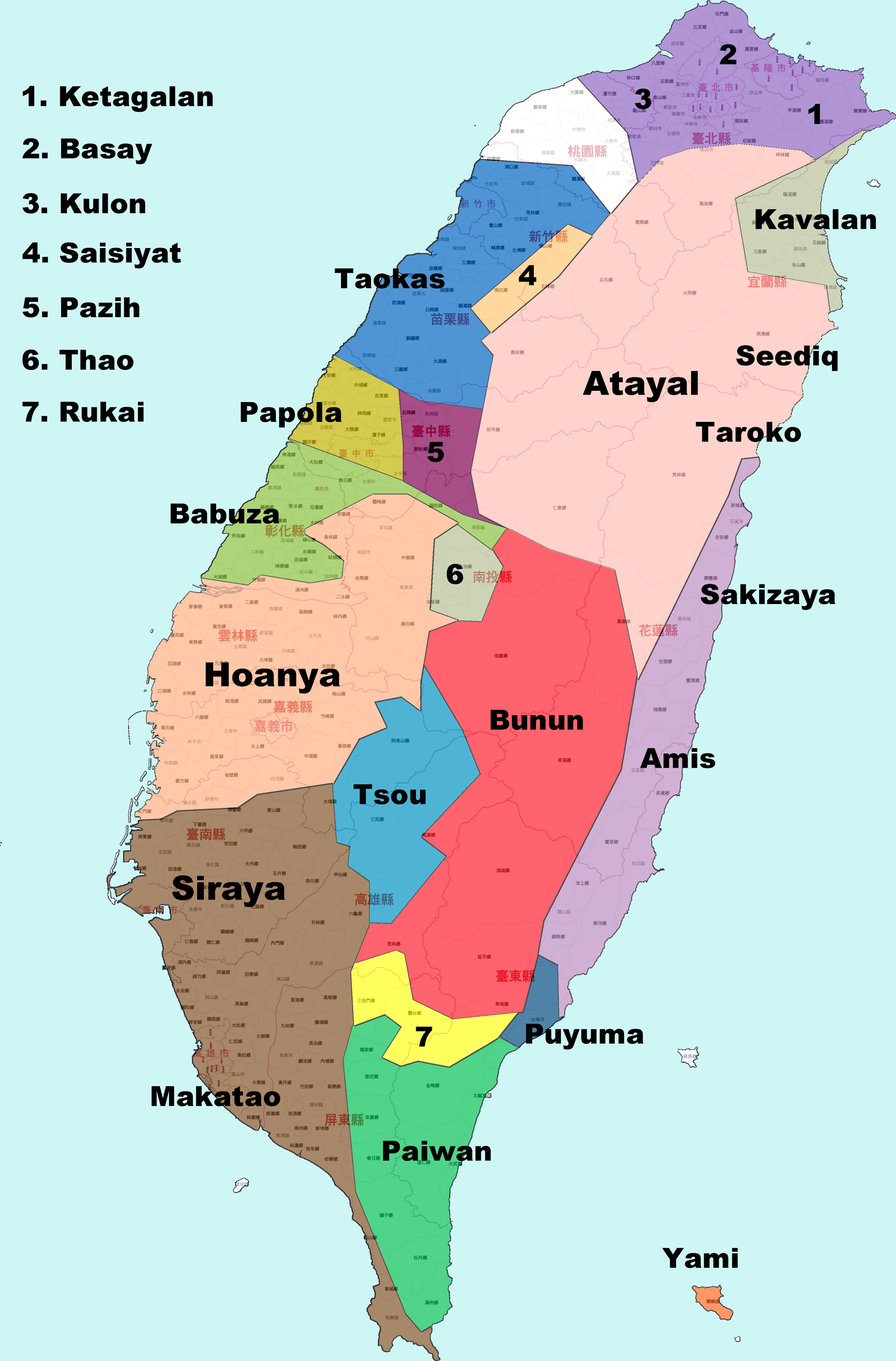
Distribuzione delle popolazioni di aborigeni di Taiwan. Gli Tsou sono al centro, in azzurro.

Vengono talvolta confusi con l'altra piccola etnia di aborigeni Thao, che vivono sulle sponde del lago Riyue. Nell'anno 2000, la popolazione Tsou ammontava a 6.169 individui, circa l'1.6% della popolazione totale degli indigeni di Taiwan, percentuale che li rende il settimo gruppo tribale più ampio